# Robert Develey

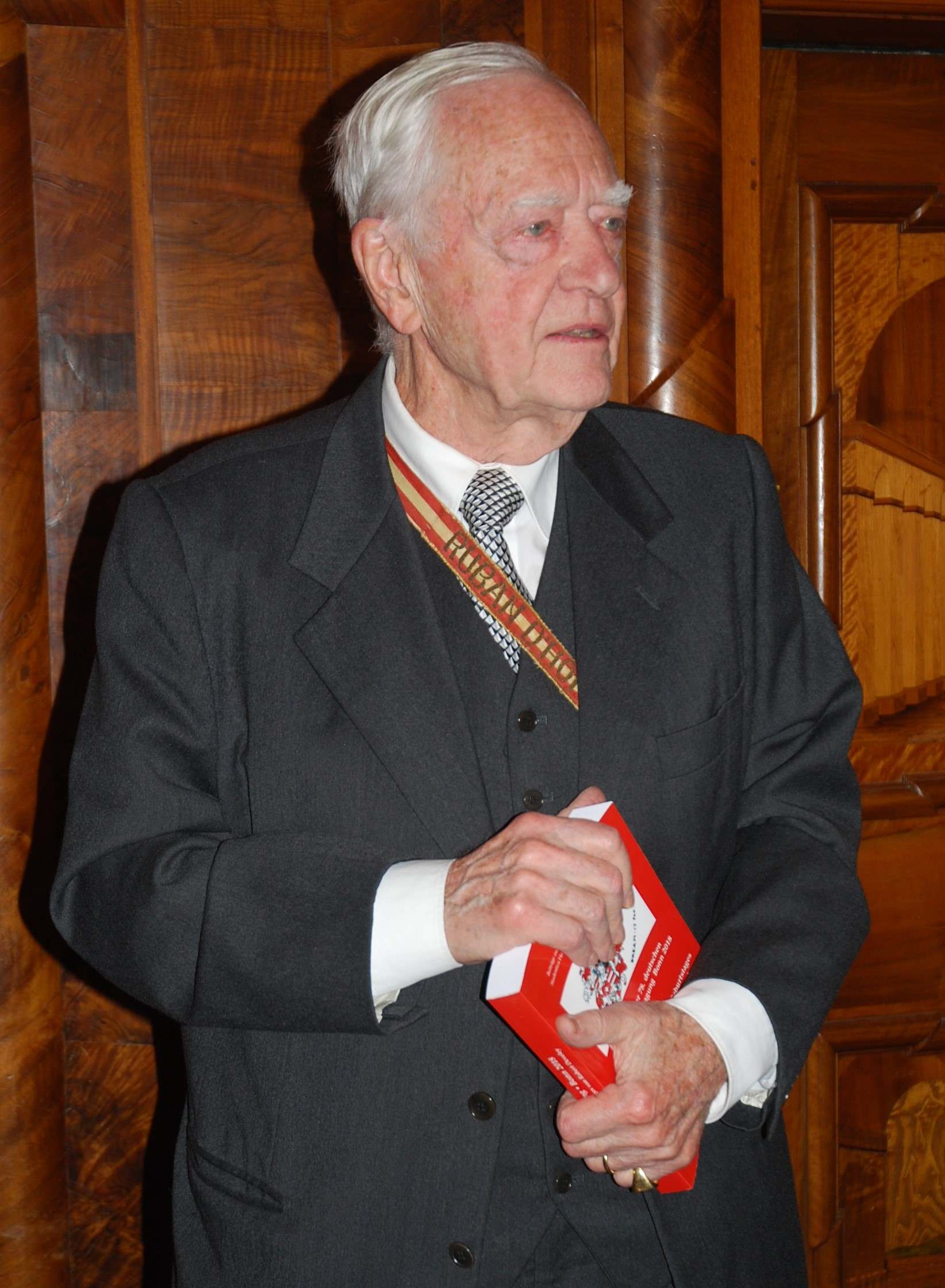
Robert Develey (2020)

Robert Develey (* 16. Januar 1930 in Lausanne) ist ein Schweizer HNO-Arzt und Studentenhistoriker.

## Leben
Nach der Matura in Basel studierte Develey erst Philosophie, dann Medizin an der Universität Basel, der Universität Lausanne und der Universität von Paris. In Basel und Lausanne war er von 1949 bis 1956 aktives Mitglied des Schweizerischen Zofingervereins. In Basel promovierte er 1962 zum Dr. med. Er war Oberleutnant (Bataillonsarzt) in der Schweizer Armee.
1966 liess er sich in Basel als Arzt für Hals-Nasen-Ohren-Heilkunde nieder. Er war Konsiliarius am Felix Platter-Spital und Chef des Theaterarztdienstes vom Theater Basel.
1979 errichtete er das Zofingia-Museum im Stadtmuseum von Zofingen. Dafür erhielt er 1979 das Ruban d'honneur des Zofingervereins. Im selben Jahr gehörte er zu den Kuratoren der Ausstellung Couleurstudenten in der Schweiz im Museum der Kulturen Basel. Für die Basler Fasnacht war er Pfeifer und Laternenmaler. Beim Festakt zum 175-jährigen Jubiläum der Basler Zofinger hielt er 1996 die Festrede.
Zum 90. Geburtstag widmeten ihm die Schweizer Studentenhistoriker eine Festschrift.

## Schriften
- Die Zofingia Freiburg/B. 1821–1823. Einst und Jetzt, Bd. 22 (1977), S. 157–178.
- Die Demagogenverfolgungen aus der Sicht der zeitgenössischen Schweizer Presse 1819–1827. Einst und Jetzt, Bd. 23 (1978), S. 150–181. GoogleBooks
- Die Entwicklung des Couleurstudententums an den schweizerischen Hochschulen. 1979. GoogleBooks
- Der Couleurstudent in der schweizerischen Satire und Karikatur. Der Convent 32 (1981), S. 274 f.
- Eine Hilfsaktion schweizerischer Turner zugunsten von Friedrich Ludwig Jahn 1838. Schweizerische Beiträge zur Sportgeschichte 1 (1982), S. 71 ff.
- Eine Turnfahrt durch das Baselbiet im Jahre 1835. Baselbieter Heimatblätter 47 (1982), S. 20 ff.
- Das erste Jahrzehnt des Zofinger Konzärtli 1889–1899. Centralblatt des Zofingervereins 126 (1986), S. 120 f.
- Die Mensur in der Zofingia Zürich. Centralblatt des Zofingervereins 127 (1987), S. 73 ff.
- mit Yves Bonnard: Zofingue. Un siècle de cartes postales. 1. L'âge d'or. Slatkine, Genf 1988.
- Die Alemannia Basel 1830–31. Studentica Helvetica 1 (1988), S. 5 ff.
- Das Farbentragen im Zofingerverein. Centralblatt des Zofingervereins 130 (1990), S. 292 ff.
- Albert Anker als Zofinger. Studentica Helvetica (1991). GoogleBooks
- Les débuts du Landesvater en Suisse. Centralblatt des Zofingervereins 132 (1992), S. 240
- Geschichte der schweizerischen corporierten Studentenschaft im 19. Jahrhundert, 2 Bände. Schopfheim 1995. GoogleBooks
- Das Zofingiamuseum, in: 100 Jahre Museum Zofingen 1901–2001, Jubiläumsschrift, Zofingen 2001, S. 30–32.
- Über studentische Ikonographie in der Schweiz des 19. Jahrhunderts. Einst und Jetzt, Sonderheft 2002, S. 5–115.
- Der Breo zu Basel – Dreiphasige Geschichte eines Studentenlokals. Basel 2004. GoogleBooks
- Studentische Freikorps in der Schweiz des 19. Jahrhunderts. Studentica Helvetica (2004). GoogleBooks
- Ein „Anschluß“ der deutschen Schweiz nach Kösener Rezept. Studentica Helvetica.
- Briefe von Schweizer Studenten an deutschen Universitäten im 19. Jahrhundert. 2010. GoogleBooks

## Ehrenämter
- Präsident der Kantonalen archäologischen Kommission
- Centralkonservator des Schweizerischen Zofingervereins (bis 2005)
- Präsident der musealen Commission der Schweizerischen Vereinigung für Studentengeschichte (SVSt)